# واسیلی اژدانوف
واسیلی اژدانوف (روسی: Василий Иванович Жданов؛ زادهٔ ۱۲ ژانویهٔ ۱۹۶۳) دوچرخه‌سوار اهل روسیه است.
وی در مسابقات کشوری و بین‌المللی در مجموع برندهٔ ۱ مدال طلا شده‌است.